# بين العناسي (السياني)

تعديل مصدري - تعديل

بين العناسي محلة تابعة لقرية الخمعي، التابعة لعزلة الهادس بمديرية السياني إحدى مديريات محافظة إب في الجمهورية اليمنية.، بلغ تعداد سكانها 44 حسب تعداد اليمن لعام 2004.